# 牛牛
牛牛（ニュウニュウ(NiuNiu)、本名：張勝量（Zhang Sheng-liang）、1997年7月11日 - ）は、中国の福建省のアモイに生まれたピアニスト。

## 略歴
3歳で初心者用の楽譜1冊を全てを弾き、両親を驚かせる。6歳で地元の廈門市で聴衆1000人以上の前でデビューリサイタルを開いた。8歳で上海音楽学院の中等部に入学。同学院81年の歴史の中で最年少の学生として通学を開始した。その後ボストンに拠点を移し、ニューイングランド音楽院を経て2014年からジュリアード音楽院で学び、2018年5月にジュリアード音楽院を卒業。
2005年にフランスでデビュー。2006年に9歳でアメリカとベルリンでデビュー、同年11月には英国王室の招きで、ロイヤル・アルバート・ホールでリサイタルを開いた。このリサイタルには3000人以上の人が押しかけ、チャールズ3世（当時皇太子）も「牛牛ファンになる」との発言があった。2009年の来日公演ではサントリー・ホールで演奏し、同ホールの最年少出演記録をエフゲニー・キーシンの15歳から3歳下回る、12歳で更新した。
2018年放送の日本のテレビアニメ「ピアノの森」では、中国人ピアニストのパン・ウェイの演奏を担当している。

## 録音
2007年に10歳で112年の歴史を誇るEMIクラシックスと契約する。これは、同社が契約した最年少記録であった。2009年7月にオール・モーツァルト・プログラムによるデビューCDが発売された。